# Робъртсън (окръг, Тенеси)
Окръг Робъртсън (на английски: Robertson County) е окръг в щата Тенеси, Съединени американски щати. Площта му е 1235 km², а населението – 54 433 души (2000). Административен център е град Спрингфийлд.